# 명성교회
명성교회(明聲敎會)는 대한민국 서울특별시 강동구 명일동에 위치한 대한예수교장로회 서울동남노회에 소속된 교회이다.

## 연혁
1980년 7월 6일, 목사 김삼환과 약 20여명의 성도들이 일반 시내버스 500번(명일동~동대문운동장 운행노선, 서울승합(주) 소속) 종점 인근 서울 강동구 명일동 312-42번지에 있는 47평 규모의 홍우상가 2층을 임대해, '명일동의 소리가 되자'는 뜻으로 명성교회를 창립하였다. 창립 초기에는 교회 인근 주민 등을 전도하며 1980년 9월부터는 특별새벽집회로 소규모의 성도와 함께 출발하였으나 점차 성장하여 1983년 12월 25일, 창립 3주년을 맞아 오늘날 교회 위치인 명일동 330-5번지에 연건평 627평 규모의 새 본당을 건립하였다.
이후 1984년부터 교회 주변으로 명일동에 삼익그린아파트, 삼익가든아파트, 주공9단지아파트를 비롯하여 대규모의 고덕지구 아파트 단지가 들어서면서 교회가 많은 이들에게 알려지기 시작하였고 1985년, 첫 해외 선교사를 미국에 파견하였으며 같은 해, 명성기독실업인회를 발족하였다. 1987년 9월 6일, 강동구 고덕동 667번지에 명성장학관을 신축 개관하였으며 성장에 힘입어 1989년 4월 16일, 기존의 본당을 헐고 연건평 2,684평, 지하 2층, 지상 6층 (사실 지상 3층) 규모의 새 본당을 건립하였다. 또한 새 본당 건립기간 동안에는 임시적으로 강동구 명일동 306-7번지에 있는 피닉스상가 건물의 몇 개층을 임대하여 마련된 공간을 예배장소로 활용하였다.
1990년 4월 18일부터 4월 26일까지, 담임 김삼환 목사가 한국 개신교 목회자로서는 처음으로 구.소련과 폴란드에서 동구권 집회를 가졌고 이듬해 12월 7일, 경상북도 영주시 영주동 영광여자고등학교를 인수하였다. 1994년 7월 14일에는 당시 300병상이었던 안동성소병원을 인수하기도 했다. 1996년, 담임 목사가 국제구호선교회의 이사장에 취임하였으며 1999년 4월 4일부터는 영어예배가 시작되었으며 1999년 7월 3일, 북한에 옥수수 심기를 위한 비료 보내기 운동을 전개해 비료 100톤과 자전거 100대를 북측에 지원하였다. 이후, 새벽기도 유명세를 통한 폭발적 성장으로 본당 주위에 많은 지회당을 건립하기에 이르렀으며 전국 각지에 지점을 비롯한 기도회실과 장학관 등을 짓기 시작하였다.
해외 선교 활동 또한 활발히 전개하여 2004년 11월 25일, 에티오피아 수도 아디스아바바에 명성크리스천메디컬센터(MCM)을 개원하기도 하였으며 2006년 5월 8일에는 월드글로리아센터를 개관하는 등, 2008년 현재는 총 재적인원 9만 5천 명 중 4만 5천 명에 달하는 교인이 출석하는 교회로 성장하였다.
2014년 3월 8일에 창립한 지교회 새노래명성교회에 1300평 상당의 부지 및 건축물,,, 부목사 4명, 교육 전도사 2명, 하남지역 교인 600명을 그대로 넘기면서 명성교회의 부목사이자 김삼환의 목사의 아들 김하나 목사를 담임 목사로 임명했다.

## 시설물

### 베들레헴 성전(구 성전)

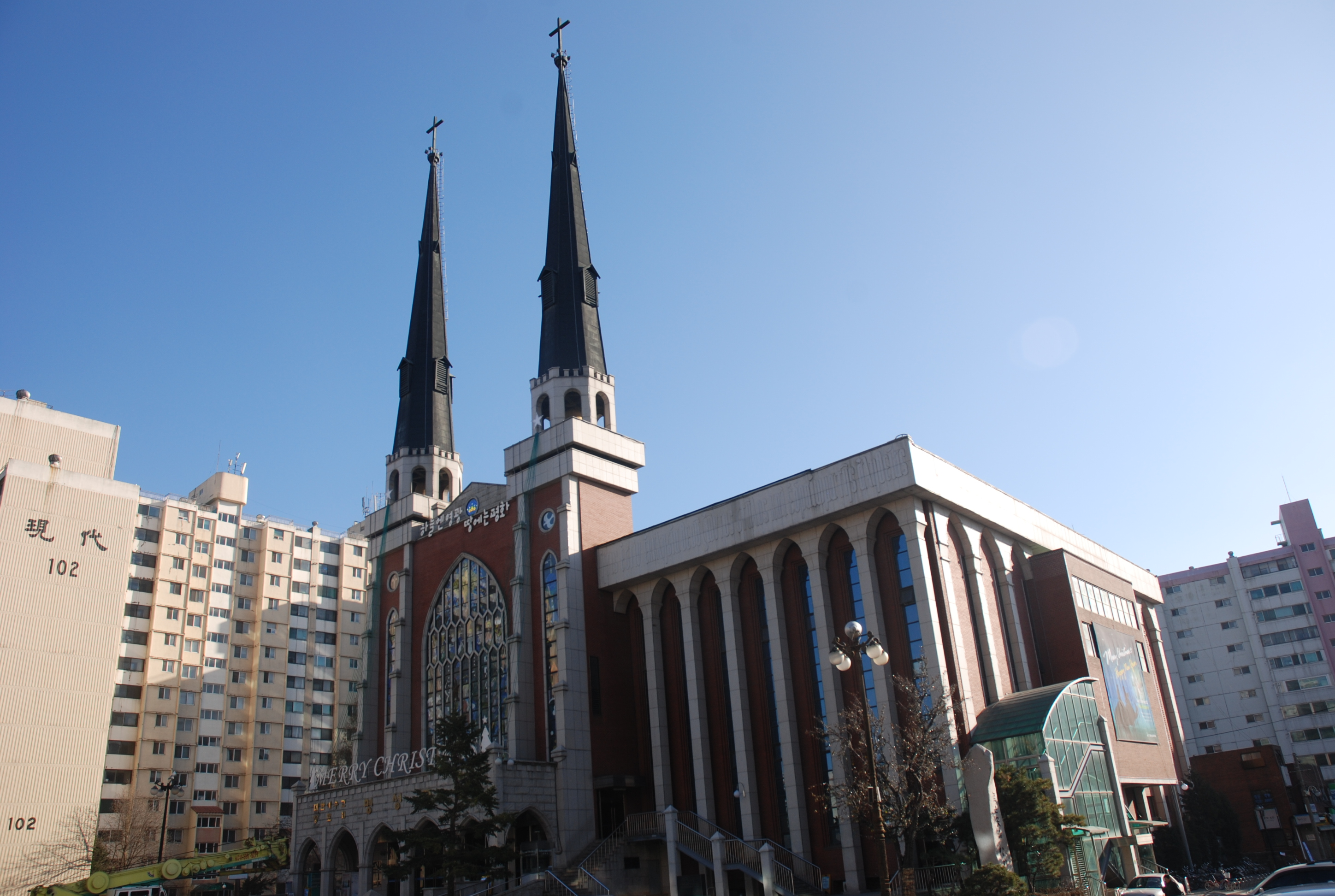
명성교회 베들레헴 성전
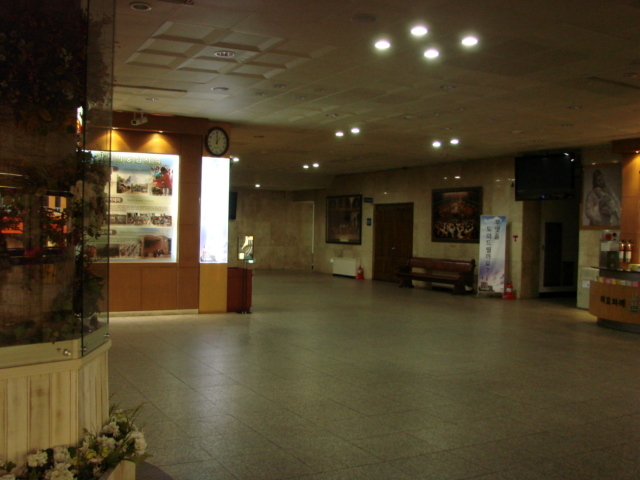
명성교회 베들레헴 성전 1층 로비
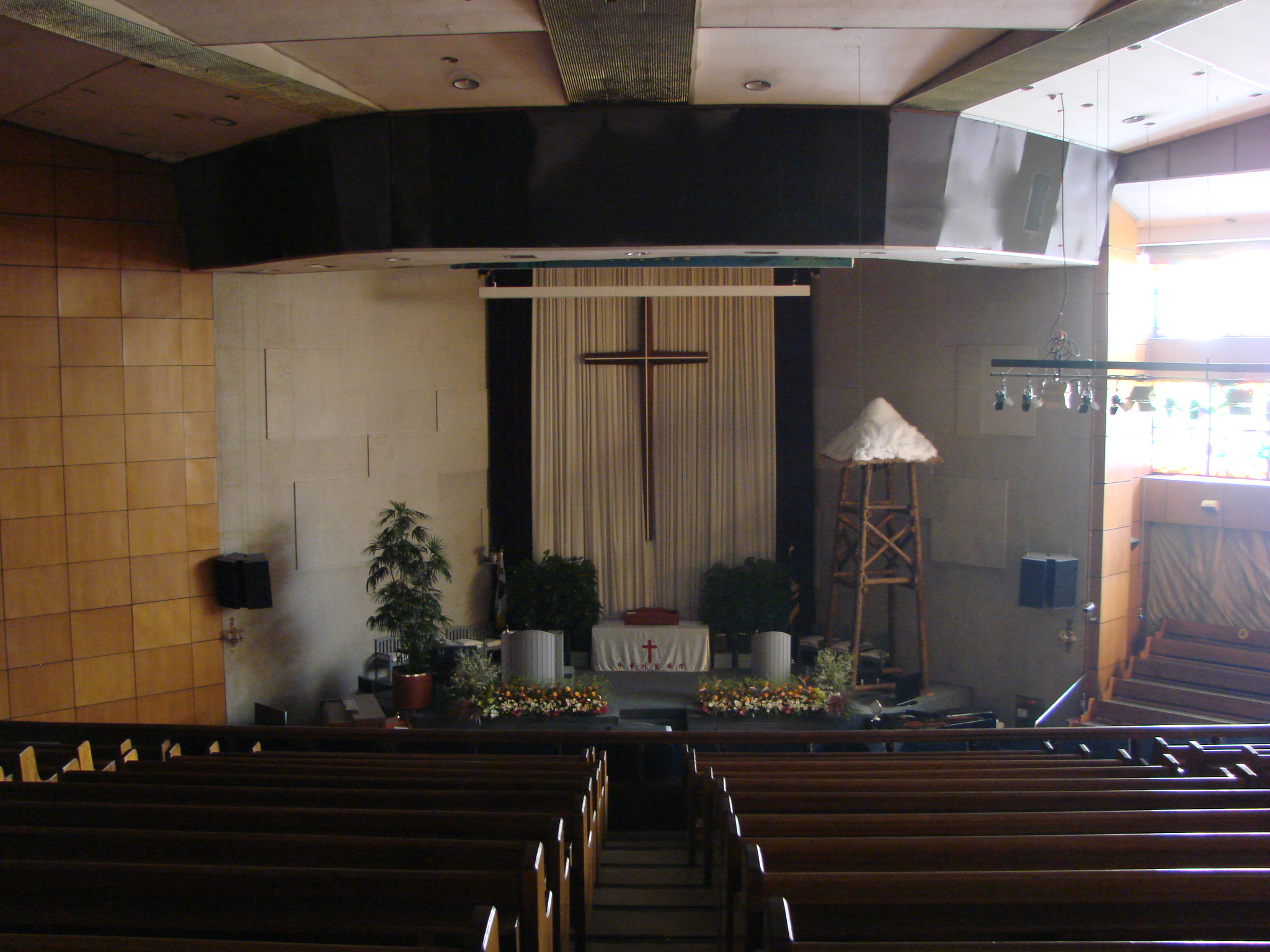
명성교회 대예배실 2층(베들레헴 성전 3층)에서 촬영한 사진(리모델링 전)

본당에는 2층과 3층의 대예배실을 비롯하여, 1층에는 사무처와 기획실, 당회장실, 영접실이 있다. 지하 1층에는 여자기도실, 접견실 등이 있고, 지하 2층에는 성가대실과 기악실 그리고 위생부가 있다.
2011년 12월 24일 구 성전 옆에 새 성전이 들어섰으며, 규모로는 약 7500여 좌석을 보유하고 있다. 현재 평일 새벽기도회와 대학부 예배 장소로 사용되고 있다.
2013년 4월부터 9월까지 리모델링 공사를 진행했고, 9월 경 명칭이 베들레헴 성전으로 변경됐다.

### 예루살렘 성전(새 성전)
2009년 9월 착공하여 2011년 12월 24일 완공되었다. 지하 4층, 지상 5층의 규모에 개폐형 천정기능을 갖춘 7,200석 규모의 대예배실과 1,600석 규모의 소예배실 2개를 가지고 있다.
2013년 9월부로 명칭이 예루살렘 성전으로 변경됐다.

### 샬롬관(구.예루살렘관/새예루살렘관)

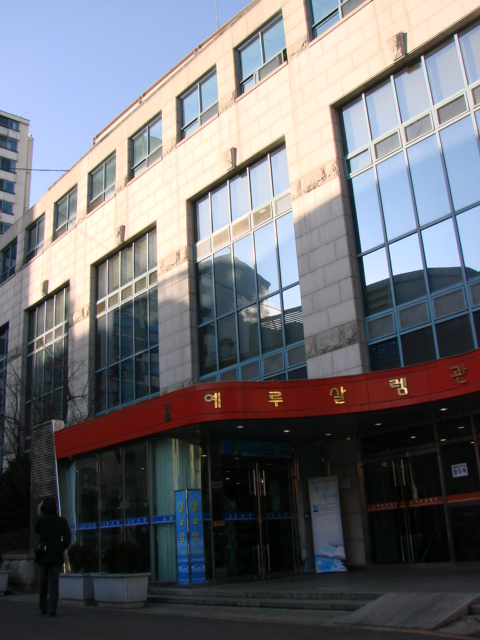
샬롬관(당시 예루살렘관)
샬롬관(당시 예루살렘관) 지하1층 예배실
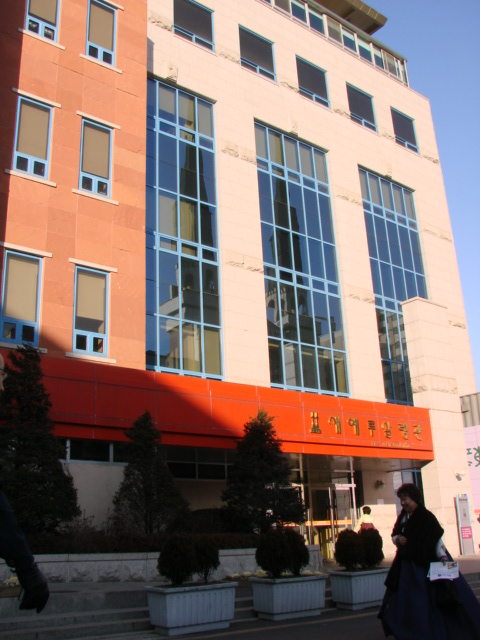
샬롬관(당시 새예루살렘관)
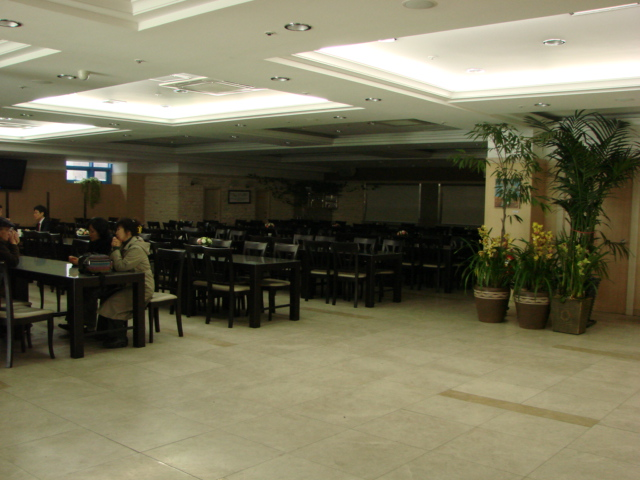
샬롬관(당시 새예루살렘관)의 로비

1998년 10월에 완공된 지상 5층 건물로, 행정과 출판, 영어예배부, 교육부, 재단부, 선교부 등이 있다. 명성교회의 출판물 판매코너를 통해여 교회의 교육과 선교, 문화와 관련된 일을 한다. 새예루살렘관은 예루살렘관에 증축된 건물이지만 '새예루살렘관'이라는 별개의 이름을 사용했다. 1층엔 70세 이상 노인을 위한 무료급식소를 운영하고 있으며, 4층엔 명성교회 역사관을 운영하고 있다.
2013년 9월부터는 새 성전이 예루살렘 성전으로 명칭이 변경됨에 따라 예루살렘관과 새예루살렘관의 명칭이 '샬롬관'으로 통합변경됐다.

### 은혜교육관

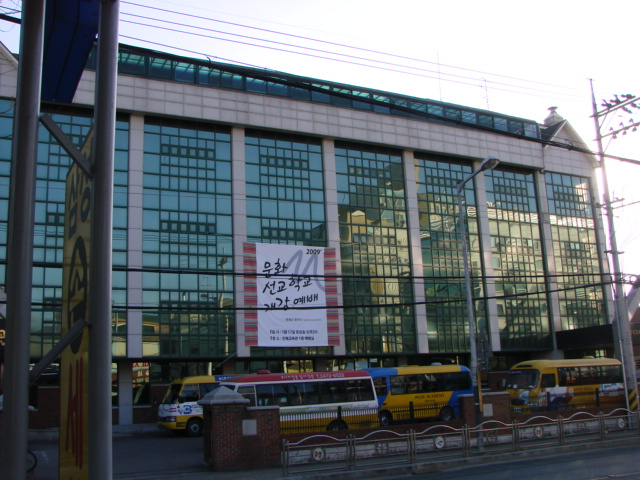
은혜교육관

1988년 4월에 완공된 5층 건물로, 교회학교 교육관으로 사용되고 있고, 5층에는 식당이 있다.

### 믿음교육관
1984년 7월에 완공된 3층 건물로, 교회학교 교육관으로 사용되고 있다.

### 명성교회도서관
지역주민과 타교회, 명성교회 성도에게 개방되어 있고, 자유열람실, 어린이 도서관, 기독교 도서실, 일반도서실로 구성되어 있다. 각종 신학도서와 기독교 관련 논문 및 신앙도서, 정기간행물, 일반도서, 어린이 도서, 시청각 자료 등 다양한 국내외 자료들이 준비되어 있다.

### 월드글로리아센터

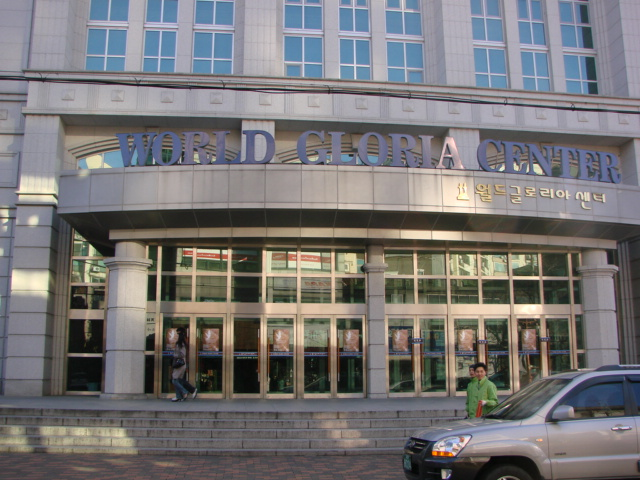
월드 글로리아 센터
월드 글로리아 센터 지하주차장 입구에 설치된 조형물

2006년 5월에 완공된 6층 건물로 세계적인 수준의 공연 및 국제행사를 치르는 공간이다. 지역주민들을 위한 공연들이 많이 펼쳐진다. 지하엔 주차장이 위치하고 있으며, 종교적인 목적 이외의 목적으로도 많이 사용된다.

### 선교복지관 (가나안의 집)
2002년 7월에 완공된 6층 건물로, 장학생, 소년소녀 가장, 불우노인, 여성들을 위한 숙소와 쉼터로 이용되고 있고, 각종 복지서비스를 제공하고 있다.

### 베다니의 집(여선교회관)
강동구 천호 1동에 있는 건물로 여선교회를 위해서만 사용되었다. 최근에는 서희건설이 다양한 건축물 수주에 기여한 명성교회에 무상 기증한 기독교 방송사 C채널이 입주해 여선교회와 함께 사용하고 있다.

## 기도실
기도실의 위치는 다음과 같다.
- 목동기도실: 서울특별시 양천구 신월2동 606-2에 있다.
- 분당기도실: 경기도 성남시 분당구 동원동 105-3에 있다.
- 상계기도실: 서울특별시 노원구 상계동 673 뉴보람상가 4층에 있다.
- 하남기도실: 경기도 하남시 덕풍동 344-2에 있다.

## 명성복지재단
명성복지재단은 명성교회에서 설립한 사회복지법인 복지재단이다. 서울시 강동구 천호1동 77-1에 있다.
[명성복지재단 공식 홈페이지]

## 명성어린이집
명성어린이집은 명성교회에서 부설한 어린이집이다. 경기도 하남시 덕풍3동 779에 있다.

## 치악산명성수양관
치악산명성수양관은 명성교회에서 부설한 기관이다. 강원특별자치도 원주시 신림면 신림2리 158-15에 있다.

## 논란

### 김삼환 원로목사 800억원 대 비자금 조성, 비자금 관리 재정장로 자살
2014년 6월 14일(토) 명성교회의 재정 담당인 박 모 장로가 사망한 것과 관련 교회 일각에서 "명성교회가 1,000억 원의 비자금을 조성했으며, 박 모 장로가 비자금 관리에 대한 부담으로 인해 자살했다"는 의혹이 제기됐다. 교회 측은 "말도 안되는 이야기"라며 박 모 장로의 사망 원인이 '심장마비'라고 묵살했지만, 교회 인근 아파트에서 투신해 사망했다는 것이 사실로 밝혀져 의혹은 더욱 커져갔다. 이와 관련해 경찰은 “유서에는 교회 문제로 오해받고 있고 결백하다, 죽음으로 대신한다는 취지의 내용이 담겨있었다”고 밝혔다.
명성교회는 비자금 관련 내용을 보도한 기자, 언론사를 명예훼손 혐의로 형사고소했다. 하지만 재판 과정에서 김삼환 원로 목사와 자살한 박 모 재정장로 외의 인물에게는 알려지지 않았던 차명 계좌가 존재한다는 사실이 확인됐고, 해당 계좌는 12년간 800억원이 적립된 것으로 확인됐다. 이에 담당 판사는 "대형교회가 구성원들이 모르는 800억원의 차명 계좌를 12년간 관리해 왔다는 것에 '비자금'이라는 표현을 쓰는 것은 허위 사실이 아니다"라며 "이것은 보장되어야 하는 언론의 자유이고 허위 사실에 해당하지 않는다"고 해당 내용을 보도한 언론사에 무죄를 판결했다.

### 현병철 국가인권위원장 로비성 고액 헌금 논란
현병철 국가인권위원회 위원장이 김삼환 목사가 담임 목사로 재직 중인 명성교회에 2008년부터 연 1000만원이 넘는 헌금을 기부한 사실이 드러나면서 논란이 됐다.
박기춘 민주통합당 의원이 입수한 ‘현병철 위원장의 명성교회 기부금 명세서’에 따르면, 현병철 위원장은 국가인권위원장으로 임명되기 1년 전인 2008년부터 명성교회에 매년 1000~1500만원을 헌금한 사실이 드러났다. 2007년까지는 교회를 포함한 단체에 기부한 금액이 총 112만원이었던 것과 크게 비교돼 ‘로비성’ 기부로 볼 수 있다는 것이다.
김삼환 목사는 17대 대선 당시 이명박 후보를 공개적으로 지지하고, 청와대를 방문해 예배를 집전하기도 했으며, 예배 중에도 수시로 지지 의사를 표명하는 등 종교계 대표적 친 이명박 인사로 알려진 바 있다.

### 교회 변칙세습 논란
교회세습반대운동연대는 2013년 7월 3일 기자회견을 열고, 명성교회 김삼환 담임목사가 명성교회 부목사인 아들 김하나 목사에게 교회를 물려주려 한다는 의혹을 제기했다. 명성교회가 소속된 대한예수교장로회(통합)의 교회법에 따르면, 해당 교회의 부목사는 곧바로 위임(담임)목사가 될 수 없다. 세반연은 이 규정을 피하기 위해 경기도 하남에 지교회를 설립해 일정기간 시무토록 한 뒤 명성교회를 물려주려한다는 의혹을 제기했다.
세반연 측은 “교회 내에서 상당히 중심적인 위치에 있는 사람이 세습 움직임을 제보했다”고 밝혔고, 이에 대해 명성교회 관계자는 “교회는 전혀 그럴 생각이 없다. 논의조차 되지 않고 있다”고 말했다. 하지만 세반연의 의혹 제기 대로 명성교회에서 5km 떨어진 거리에 수 백억원 상당의 지교회 건립이 진행되고 있었다.
2014년 3월 8일, 명성교회는 부목사 4명, 교육 전도사 2명, 하남 지역 교인 600명 그리고 1300평 상당의 건물을 공개 의결 없이 그대로 새노래명성교회에 이관했고, 의혹 내용대로 담임목사는 김하나 목사가 맡았다. 전문가들은 "아들 목사가 아버지 목사가 시무하는 교회가 아닌 타 교회에서 시무하다, 아버지 목사의 은퇴 시점에 맞춰 본교회로 돌아와 본 교회를 물려받는 이른바 '변칙 세습'이 가능해졌다"며 여전히 의혹을 제기하였다 김하나 목사의 미심쩍은 동남노회 부목사직 사임으로 세습 가능성이 더욱 커진 상황이었다.
2018년 8월 7일, 명성교회가 속한 대한예수교장로회 통합(예장통합) 총회재판국은 '창립자인 김삼환 목사의 아들 김하나 목사의 담임목사직 청빙은 유효하다'는 판결을 내리자 논란이 재점화되었다. 이 판결을 비판하며 세습 철회를 요구하는 성명이 잇따랐고, 장로회신학대학교 학생들은 1989년 이래 처음으로 단체 수업거부를 시작했다. 9월 3일에는 세습에 반대하는 예장 목회자 900명이 '총회헌법수호를 위한 예장목회자대회'를 열었다. 같은 날, 명성교회 비자금·비리 의혹 수사를 촉구하는 진정서가 검찰에 제출되기도 했다.
9월 11일, 대한예수교장로회(예장) 통합총회는 명성교회 세습 판결의 근거가 된 헌법 해석이 잘못됐다고 결의하였고, 9월 12일 재판국원 전원 교체를 결정했다.